# Goppisberg

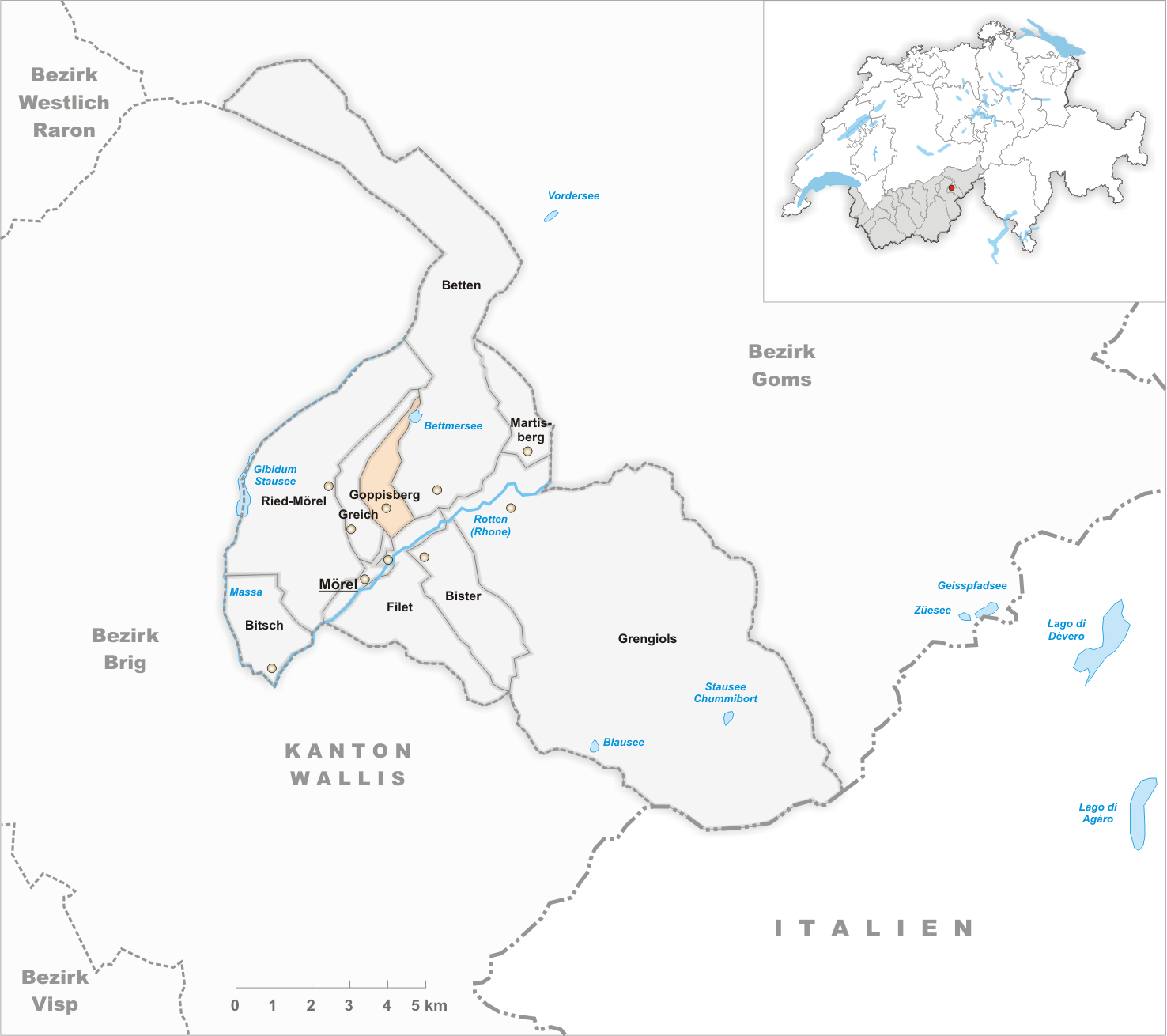
Gemeindestand vor der Fusion am 1. November 2003

Goppisberg ist ein Dorf und eine Burgergemeinde mit einem Burgerrat im Bezirk Östlich Raron des Kantons Wallis.

## Geschichte
Zwei Grabfunde aus der Bronze- und Römerzeit zeugen von früher Besiedlung. Die Kapelle Johannes der Täufer wurde 1669 erstellt. 1981 wurde das Dorf durch eine Autostrasse erschlossen.
Bis zum 1. November 2003 war es eine eigene Munizipalgemeinde, als es mit Greich und Ried-Mörel zur Gemeinde Riederalp fusionierte.

## Bevölkerung
| Bevölkerungsentwicklung | Bevölkerungsentwicklung | Bevölkerungsentwicklung | Bevölkerungsentwicklung | Bevölkerungsentwicklung |
| ----------------------- | ----------------------- | ----------------------- | ----------------------- | ----------------------- |
| Jahr                    | 1850                    | 1900                    | 1950                    | 2000                    |
| Einwohner               | 85                      | 89                      | 104                     | 79                      |